# Moltke (cratère)
Moltke est un cratère lunaire situé sur le bord sud de la mer de la Tranquillité, sur la face visible de la Lune. Au sud de Moltke se trouvent les Rimae Hypatia.
À une cinquantaine de kilomètres au nord-ouest de ce cratère se trouve le site d'atterrissage de la mission Apollo 11.
En 1935, l'Union astronomique internationale a donné à ce cratère lunaire le nom du maréchal prussien Helmuth Karl Bernhard von Moltke.

## Cratères satellites

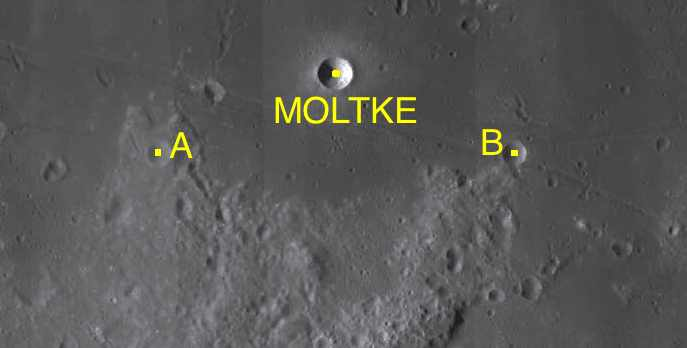
Carte des cratères satellites de Moltke.

Par convention, les cratères satellites sont identifiés sur les cartes lunaires en plaçant la lettre sur le côté du point central du cratère qui est le plus proche de Moltke.
| Moltke | Latitude | Longitude | Diamètre |
| ------ | -------- | --------- | -------- |
| A      | 1.0° S   | 23.2° E   | 4 km     |
| B      | 1.0° S   | 25.2° E   | 5 km     |